# آبي تاكر
آبي تاكر (بالإنجليزية: Abi Tucker)‏ هي مغنية مؤلفة وممثلة أسترالية، ولدت في 22 يناير 1973 في أستراليا.

## وصلات خارجية
- آبي تاكر على موقع IMDb (الإنجليزية)
- آبي تاكر على موقع روتن توميتوز (الإنجليزية)
- آبي تاكر على موقع ألو سيني (الفرنسية)
- آبي تاكر على موقع ميوزك برينز (الإنجليزية)
- آبي تاكر على موقع أول موفي (الإنجليزية)
- آبي تاكر على موقع أول ميوزيك (الإنجليزية)
- آبي تاكر على موقع قاعدة بيانات الفيلم (الإنجليزية)
- آبي تاكر على موقع كينوبويسك (الروسية)